# Victor Pușcaș
Victor Pușcaș (n. 18 iulie 1943, Arionești, raionul Dondușeni, RSS Moldovenească, URSS – d. 22 iunie 2023, Chișinău, Republica Moldova) a fost un jurist din Republica Moldova, care a îndeplinit funcțiile de ministru pentru relațiile cu Parlamentul (1994-1995), președinte al Curții Supreme de Justiție (1995-2001), președinte al Consiliului Superior al Magistraturii (1998-2001) și președinte al Curții Constituționale a Republicii Moldova (2001-2007).

## Biografie
Victor Pușcaș s-a născut la data de 18 iulie 1943, în satul Arionești (raionul Dondușeni). După absolvirea în anul 1964 a Școlii profesionale de mecanizare, a lucrat ca mecanizator în regiunea Omsk și apoi ca lăcătuș în cadrul asociației „Молдсельхозтехника”.
A urmat, în perioada 1966-1971, cursuri la Facultatea de Drept a Universității de Stat din Moldova și la Facultatea de Drept a Universității de Stat “M.V.Lomonosov” din Moscova. După absolvirea studiilor universitare, exercită funcțiile de consultant superior la Ministerul Justiției (1971) și judecător, apoi președinte al judecătoriei raionale din Rîbnița (1971-1977).
În anul 1977 devine membru al Judecătoriei Supreme a RSS Moldovenești, ocupând în perioada 1985-1989 funcția de Președinte al acestei instituții. Fiind membru al Partidului Comunist din Moldova, este ales deputat în Sovietul Suprem al RSSM în legislaturile XI și XII. A exercitat în paralel cu activitatea judecătorească și funcția de președinte al Comisiei de Revizie a PCM (1986-1990).
Între anii 1989-1994, Victor Pușcaș a îndeplinit funcția de vicepreședinte al Prezidiului Sovietului Suprem al RSSM, apoi al Parlamentului Republicii Moldova. La data de 5 aprilie 1994, a fost numit în funcția de ministru pentru relațiile cu Parlamentul în Guvernul Andrei Sangheli (2).
Renunță la activitatea politică în anul 1995, i se conferă gradul superior de calificare al judecătorului  și este numit la 24 februarie 1995 ca președinte al Curții Supreme de Justiție (1995-2001). Concomitent, este și președinte al Consiliului Superior al Magistraturii (noiembrie 1998 - februarie 2001).
La data de 15 februarie 2001, Victor Pușcaș este desemnat judecător al Curții Constituționale din Republica Moldova pe un mandat de 6 ani. Este ales președinte al Curții Constituționale la 27 februarie 2001. La expirarea mandatului, este desemnat pentru un al doilea mandat de 6 ani de judecător al Curții Constituționale (începând din 15 februarie 2007).

## Realizări pe plan juridic
În calitate de funcționar superior al sistemului judecătoresc, Victor Pușcaș a participat la elaborarea Constituției Republicii Moldova, a concepției reformei judiciare și de drept, a legilor privind organizarea și funcționarea Curții Constituționale, contenciosul administrativ, organizarea judecătorească, statutul judecătorului, Codului de procedură penală ș.a. Este coordonator al culegerilor de hotărâri explicative ale Plenului Curții Supreme de Justiție și al Sintezei practicii judiciare în Republica Moldova (anul 2000) și al culegerilor de hotărâri și decizii ale Curtii Constituționale în anii 2002-2006.
El a inițiat publicațiile periodice „Moldovanul”, “Juristul Moldovei”, “Buletinul Curții Supreme de Justiție”, “Justiția Constituțională în Republica Moldova”, fiind unul din organizatorii conferințelor internaționale având următoarele teme: “Reforma judiciară și de drept” (28-30 ianuarie 1993), “Reforma judiciară și de drept: realizări, probleme, perspective” (23-24 august 2001), „Suveranitatea de stat în țările plurietnice” (septembrie 2006), Forumului Președinților Curților Constituționale din țările membre ale Adunării Parlamentare a Cooperării Economice la Marea Neagră “Curtea Constituțională – autoritate supremă în protecția statului de drept și a suveranității constituționale” (10-11 decembrie 2001), Seminarului internațional “Competențele Curții Constituționale și rolul ei în societate în lumina noului proiect de lege cu privire la Curtea Constituțională ” (17-18 iunie 2002).
De asemenea, a publicat articole și comentarii pe probleme juridice în reviste de specialitate, a prezentat rapoarte și comunicări la reuniuni naționale și internțtionale. A participat la redactarea cărților Față în față cu justiția americană și Curtea Constituțională: 10 ani de activitate.
Pentru meritele sale în fundamentarea sistemului legislativ al Republicii Moldova, Victor Pușcaș a fost decorat cu medalia „Meritul Civic” (1996) și Ordinul Republicii (1999). De asemenea, i s-a acordat titlul de Cetățean de onoare al capitalei statului Texas (SUA), orașul Austin.